# 亚洲电视数码媒体节目列表
亞洲電視數碼媒體由2018年1月29日至3月31日進行試播，同年4月1日起接受香港市民訂購其OTT平台之收費頻道。

## 自製節目

### 劇集
- 英雄本色2018（籌備中）
- 逐流年代2022（播放完畢）

### 財經節目
- 贏家online

### 資訊節目
- 陶傑笑看風雲（播映完畢）
- 香港追擊搜（播映完畢）
- 香港追擊搜 第二季
- 激安之達人（播映完畢）
- ATV學院 - 網購系（播映完畢）

### 娛樂新聞節目
- A1娛頭

### 綜藝節目
- 百萬富翁2018（播映完畢）

### 清談節目
- 今晚見（播映完畢）
- 今晚夜D見（播映完畢）
- 親子基因（播映完畢）
- 話語權

### 飲食節目
- 隱世廚神（播映完畢）

### 音樂節目
- 街頭音樂
- 激活音樂（播映完畢）

### 電影主題節目
- 電影花生友（播映完畢）

### 運動主題節目
- 穿越機

### 大型節目
- 亞洲電視數碼媒體成立典禮
- 亞洲電視數碼媒體啟播典禮
- 2018 亞洲小姐競選香港區決賽
- 2018 亞洲小姐競選總決賽
- 2019 亞洲小姐競選香港區決賽
- 2019 亞洲小姐競選總決賽

## KOL（關鍵意見領袖）
- 零用錢工房
- 雷克斯音樂室
- 雙聲道
- 魔地道
- 大偵探
- 毒乜欖
- 筆是潮人
- DaDa塔羅教室
- 恐怖異線
- 輕鬆講馬
- 城寨教煮

## 外购節目

### 劇集

#### 中國大陸
註：由於中國電視劇存在两間或兩間以上的衛視同時播出同一套劇，或者先於地面頻道首播，故電視台首播劇集中“劇集首播年份”以該劇上星上架時間為準，網絡平台播放的電視劇“劇集首播年份”以視頻網站上架時間為準。
| 劇集首播年份 | 劇集                    | 首播電視台／網絡平台                | 播出性質 |
| 1982         | 西遊記 (1982年電視劇)   | 央視                                | 全集推出 |
| 1987         | 紅樓夢 (1987年電視劇)   | 央視                                | 全集推出 |
| 1994         | 三國演義 (1994年電視劇) | 央視                                | 全集推出 |
| 2011         | 礦山人家                | 央視                                | 全集推出 |
| 2011         | 海魂                    | 央視                                | 全集推出 |
| 2011         | 宣言                    | 央視                                | 全集推出 |
| 2011         | 嘎達梅林                | 央視                                | 全集推出 |
| 2011         | 我的父親是板凳          | 浙江卫视 深圳卫视 天津卫视 辽宁卫视 | 全集推出 |
| 2011         | 正义无限                |                                     | 全集推出 |
| 2011         | 犛牛歲月                |                                     | 全集推出 |
| 2011         | 孔子                    | 韩国中华TV                          | 全集推出 |
| 2012         | 敵後便衣隊傳奇          | 甘肅文化影視頻道                    | 全集推出 |
| 2012         | 新都市人                | 東方衛視                            | 全集推出 |
| 2012         | 奶奶再愛我一次          | 湖北綜合頻道                        | 全集推出 |
| 2012         | 山楂树之恋              | 江蘇衛視                            | 全集推出 |
| 2013         | 同在屋檐下              | 深圳都市頻道                        | 全集推出 |
| 2014         | 刀光槍影                | 湖南衛視                            | 全集推出 |
| 2014         | 我的博士老公            | 北京影视频道                        | 全集推出 |
| 2015         | 我愛男保姆              | 徐州廣播電視台                      | 全集推出 |
| 2015         | 花火                    | 浙江衛視                            | 全集推出 |
| 2016         | 欢天喜地对亲家          | 央視                                | 全集推出 |
| 2016         | 下輩子還做我老爸        | 上海电视剧频道                      | 全集推出 |
| 2016         | 神犬小七 第二季         | 湖南衛視                            | 全集推出 |
| 2017         | 麻辣變形計              | 湖南衛視                            | 全集推出 |
| 2017         | 愛，來的剛好            | 江蘇衛視                            | 全集推出 |
| 2017         | 双喜盈门                | 辽宁卫视 天津卫视                   | 全集推出 |
| 2018         | 巴清傳奇                | 優酷                                | 同步播出 |

#### 韓國
| 劇集首播年份 | 劇集            | 劇集時段   | 播出性質 |
| 2018年       | 母親            | 水木連續劇 | 同步推出 |
| 2018年       | 我的大叔        | 水木連續劇 | 同步推出 |
| 2018年       | 搞乜戀？ 金秘書 | 水木連續劇 | 同步推出 |
| 2018年       | 突變婚姻        | 水木連續劇 |          |

| 劇集首播年份 | 劇集           | 劇集時段 | 播出性質 |
| 2018年       | 被神選中的孩子 | 週末劇   | 同步推出 |
| 2018年       | 情婦           | 週末劇   | 同步推出 |
| 2018年       | Sir到1988      | 週末劇   | 同步推出 |
| 2018年       | 天才刑警2      | 週末劇   | 同步推出 |

#### 歐美
| 劇集首播年份 | 劇集                                                                        | 製作單位／播放頻道 | 播出性質 |
| 1990         | 戇豆先生 （Mr. Bean）                                                       | 英國獨立電視台     | 全集推出 |
| 2013         | 超越境界線 （The Tunnel (TV series)）                                       | Sky Atlantic       | 全集推出 |
| 2015         | 人造·人（第一季） （Humans (TV series)）                                    | 英國第四台         | 全集推出 |
| 2015         | 決戰拿破崙的魔法師（第一季） （Jonathan Strange & Mr Norrell (miniseries)） | 英國廣播公司第一台 | 全集推出 |
| 2016         | 逆轉證人（第一季） （The Witness for the Prosecution (miniseries)）         | 英國廣播公司第一台 | 全集推出 |
| 2016         | 根 （Roots_(2016_miniseries)）                                              | 美國歷史頻道       | 全集推出 |
| 2017         | 第六分隊（第一季） （Six (TV series)）                                      | 美國歷史頻道       | 全集推出 |

### 音樂
- 韓國音樂50強：M Countdown
- 蒲樂無窮

### 運動節目
- 昆崙決

### 電影

#### 美國
- U-571
- 宇宙威龍
- 拼命戰羊
- 獵金女王
- 幕後玩家
- 未來戰士2
- 海豹突擊隊

#### 法國
- 狂野青春
- 三星大廚
- 一吻巴黎
- 鋼琴戰曲
- 香奈兒的情人

#### 英國
- 真的戀愛了
- 死亡哨站3-變種起義
- 宮廷誊戀-维多利亞與阿爾拔親王

#### 比利時
- 森美海底歷險
- 森美海底歷險2

#### 西班牙
- 驚狂愛麗絲

#### 日本
- 童咒
- 神勇飛鷹俠
- 蛇信與舌環
- 白兔糖女孩
- 柏高幻遊異境
- 奴隸區 我與23個奴隸

#### 台灣
- 女孩壞壞
- 阿嫲的夢中情人

#### 香港
- 江湖夢裡人